# Xã Washington, Quận Westmoreland, Pennsylvania
Xã Washington (tiếng Anh: Washington Township) là một xã thuộc quận Westmoreland, tiểu bang Pennsylvania, Hoa Kỳ. Năm 2010, dân số của xã này là 7.422 người.